# Ремунда, Филип
Филип Ремунда (чеш. Filip Remunda, родился 5 мая 1973 в Праге, Чехословакия) — чешский режиссёр документального кино. Обладатель множества наград международных фестивалей, в том числе российских.

## Биография
Окончил Факультет кино и телевидения Академии музыкальных искусств в Праге, отделение документальной режиссуры, мастерская Карла Вачека.
Принимал участие в семинарах Школы кино и телевидения Сэма Шпигеля в Иерусалиме.
Является одним из основателей Института документального кино (IDF). Институт поддерживает кино Восточной Европы. Филип принимает активное участие в международных семинарах по развитию документального кино, организуемых Институтом документального кино (IDF).
Вместе с Витом Клусаком создал для съемок фильма «Чешская мечта» независимую кинопроизводственную компанию HYPERMARKET FILM Ltd.
В декабре 2010 года снял в России документальный фильм «Эпохальное путешествие пана Тржиски в Россию».
Фильм «Чешский мир» Филипа Ремунды и Вита Клусака участвовал в конкурсе документального кино 33-го Московского международного кинофестиваля в 2011 году.
Фильм «Эпохальное путешествие пана Тржиски в Россию» был показан в декабре 2011 года в конкурсной программе на кинофестивале «Артдокфест». В 2012 году фильм был показан во Владивостоке на Международном фестивале телевизионных фильмов «Человек и море», затем на Международном кинофестивале стран АТР «Меридианы Тихого».
Как продюсер Филип Ремунда работал с Виталием Всеволодовичем Манским над документальным фильмом «Труба» (2012).

## Фильмография
| Год  |     | Русское название                             | Оригинальное название                  | Роль                                               |
| ---- | --- | -------------------------------------------- | -------------------------------------- | -------------------------------------------------- |
| 2012 | док |                                              | Труба                                  | продюсер                                           |
| 2013 | док |                                              | Ceský zurnál                           | режиссёр, оператор, актёр — самого себя            |
| 2011 | док | Эпохальное путешествие пана Тржиски в Россию | Epochální výlet pana Třísky do Ruska   | режиссёр, сценарист                                |
| 2010 | док |                                              | For Semafor                            | продюсер                                           |
| 2010 | док |                                              | Vse pro dobro sveta a Nosovic          | продюсер                                           |
| 2010 | док | Чешский мир                                  | Český mír                              | режиссёр, сценарист, продюсер                      |
| 2009 | док |                                              | Burianuv den zen s Petrou Edelmannovou | режиссёр, сценарист                                |
| 2009 | док |                                              | Osadné                                 | продюсер                                           |
| 2007 | док | Головастик, кролик и Дух Святой              | Pulec, králík a Duch svatý             | режиссёр                                           |
| 2004 | док | Чешская мечта                                | Český sen                              | режиссёр, сценарист, оператор, актёр — самого себя |
| 2002 | док |                                              | A.B.C.D.T.O.P.O.L.                     | сценарист                                          |
| 2002 | док | Деревня Б.                                   | Obec B.                                | режиссёр, сценарист                                |
| 2002 | док |                                              | Den poezie                             | режиссёр, сценарист                                |
| 2001 | док |                                              | Will to Dance                          | актёр — интервьюер                                 |
| 2001 | док |                                              | Hilary a Chris na ceste                | режиссёр, сценарист                                |
| 2001 | док |                                              | Velký vuz                              | режиссёр, сценарист                                |

Помог авторам фильма:
- 2004 — нем. Über die Grenze - Fünf Ansichten von Nachbarn

## Награды
- 2005 Премия «Золотые Ворота» за лучший полнометражный документальный фильм 48-го международного кинофестиваля в Сан-Франциско, США — фильм «Чешская мечта»
- 2005 Приз за лучшую режиссуру международного кинофорума «Золотой Витязь» в Челябинске — фильм «Чешская мечта»
- 2005 Специальный приз жюри международного кинофестиваля «Послание к Человеку» в Санкт-Петербурге — фильм «Чешская мечта»
- 2005 Приз за лучший документальный фильм кинофестиваля Траверс Сити (кинофестиваль режиссёра Майкла Мура), США — фильм «Чешская мечта»
- 2005 Приз JJ-Star международного кинофестиваля в Чонджу, Южная Корея — фильм «Чешская мечта»
- 2005 Приз зрительских симпатий 45-го кинофестиваля в Кракове, Польша — фильм «Чешская мечта»
- 2005 Приз Дон Кихота — специальное упоминание 45-го кинофестиваля в Кракове, Польша — фильм «Чешская мечта»[7]
- 2005 Премия Be TV за лучший фильм кинофестиваля FFFB.be в Брюсселе, Бельгия — фильм «Чешская мечта»
- 2005 Номинация на гран-при «Золотой Ирис» фестиваля европейского кино в Брюсселе, Бельгия — фильм «Чешская мечта»[7]
- 2005 Приз «Серебряный виноград» фестиваля «Любушское кинолето» в Лагуве, Польша — фильм «Чешская мечта»
- 2005 Приз — особое упоминание кинофестиваля в Пльзене, Чехия — фильм «Чешская мечта»[7]
- 2004 Приз зрительских симпатий международного фестиваля документального кино в Йиглаве, Чехия — фильм «Чешская мечта»[7]
- 2004 Приз за лучший чешский документальный фильм международного фестиваля документального кино в Йиглаве, Чехия — фильм «Чешская мечта»[7]
- 2004 Гран-при за лучший документальный фильм кинофестиваля в Орхусе, Дания — фильм «Чешская мечта»[7]
- 2004 Приз зрительских симпатий кинофестиваля в Орхусе, Дания — фильм «Чешская мечта»[7]
- 2004 Премия ФИПРЕССИ международного кинофестиваля в Любляне, Словения — фильм «Чешская мечта»[7]
- 2004 Лучший фильм фестиваля FAMUFEST, Чехия — фильм «Чешская мечта»
- 2004 Приз зрительских симпатий фестиваля FAMUFEST, Чехия — фильм «Чешская мечта»
- 2003 Приз дон Кихота фестиваля арт-фильмов в Тренчьянске Теплице, Словакия — фильм «Деревня Б.»[7]
- 2003 Приз Slovenská Sporitel'na фестиваля арт-фильмов в Тренчьянске Теплице, Словакия — фильм «Деревня Б.»[7]
- 2003 Лучший фильм фестиваля FAMUFEST, Чехия — фильм «Деревня Б.»
- 2003 Приз зрительских симпатий кинофестиваля в крепости Терезин, Чехия — фильм «Деревня Б.»[7]
- 2002 Приз за лучший документальный фильм международного кинофестиваля в Карловых Варах, Чехия — фильм «Деревня Б.»[7]
- 2002 Номинация на Приз за лучший чешский документальный фильм международного фестиваля документального кино в Йиглаве, Чехия — фильм «Деревня Б.»[7]
- 2002 Номинация на Приз за лучший чешский документальный фильм международного фестиваля документального кино в Йиглаве, Чехия — фильм «A.B.C.D.T.O.P.O.L.»[7]